# Bivacco Carlo Gastaldi
Il Bivacco Carlo Gastaldi (2.630 m s.l.m.) si trova nel vallone del Nétschò a monte dell'abitato di Gressoney-La-Trinité nella valle del Lys.

## Caratteristiche

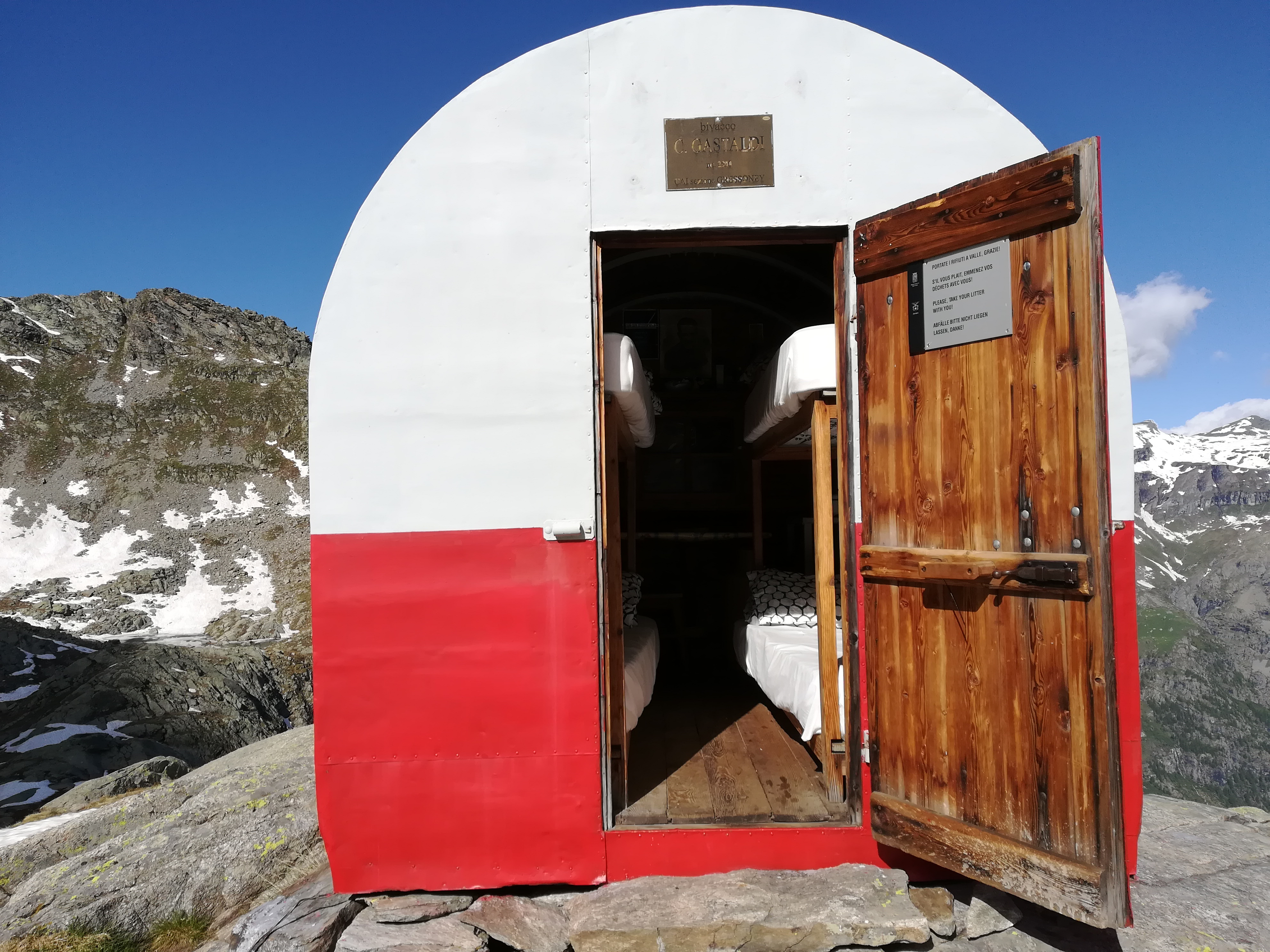
L'ingresso al bivacco.

È intitolato al colonnello Carlo Gastaldi ed è inserito nell'Alta Via Tullio Vidoni.

## Accesso
Il bivacco è raggiungibile tramite sentiero partendo direttamente dal villaggio Tache, capoluogo di Gressoney-La-Trinité, in circa tre ore.

## Ascensioni
- Corno Bianco - 3.320 m
- Punta di Tschampono - 3.233 m